# Zdeněk Maria Zenger
Zdeněk Maria Zenger (5. listopadu 1913 Mladá Boleslav – 28. března 1988 Praha), často uváděný i jako Zdeněk M. Zenger a publikující pod zkratkou zmz, byl český památkář, redaktor, grafik, fotograf a heraldik.

## Život
Narodil se v Mladé Boleslavi a v dětství byl s rodiči několik let ve Vídni, ale většinu života prožil v Praze, kde v roce 1932 absolvoval Arcibiskupské gymnasium (jeho spolužáky v ročníku byli mj. Josef Zvěřina nebo Alois Verzich). Později studoval na právnické fakultě Karlovy univerzity. Jeho zájmy a přátelství s heraldikem a architektem Břetislavem Štormem ho ale v budoucnu vedly jinam. V letech 1937–1939 absolvoval školení v kresbě a malbě u Emanuela Frinty. Po válce se stal roce 1945 výtvarným referentem Zemského národního výboru v Praze a v letech 1948–1951 působil jako právník Národní kulturní komise, kterou vedl Zdeněk Wirth. Tam byl začátek jeho propagační a publikační činnosti v oblasti památkové péče, které se od roku 1951 věnoval nejprve jako redaktor v Čedoku a v časopisu Turista, později jako vedoucí propagace v Pražském středisku státní památkové péče a ochrany přírody (PSSPPOP, předchůdce pražského územního odborného pracoviště Národního památkového ústavu), kde pracoval až do roku 1976.
Jako redaktor a pracovník PSPPOP připravil k vydání množství turistických brožur, památkářských sborníků a knih; řadu článků a průvodců také sám napsal a ilustroval. Jako externí redaktor kulturní rubriky Lidových listů a později Lidové demokracie publikoval i mnoho článků a recenzí o výstavách a výtvarných umělcích. V jeho další mnohostranné činnosti je nutné zmínit tři oblasti: heraldiku, exlibris a portrétní fotografii.
Byl předsedou Heraldické sekce Klubu vojenské historie při Vojenském historickém ústavu v Praze. Je autorem stále ceněných knih: Heraldika (1971) a Česká heraldika (1978).
Tvorbě exlibris se více věnoval od roku 1974, vytvořil asi 127 exlibris charakteristických skloubením stylového písma s grafickým motivem kresleným jednoduchou linkou, kde tematicky převažují náměty z oblasti heraldiky, církevní ikonografie nebo architektury. Zenger byl členem Spolku sběratelů a přátel exlibris a Spolku českých bibliofilů.
Díky přátelským vztahům s mnoha osobnostmi české kultury mohl Z. M. Zenger vytvořit řadu portrétních fotografií, které jsou např. ve sbírkách Moravské galerie v Brně. Známé jsou jeho portréty fotografa Karla Plicky a malíře Jana Zrzavého (kolem r. 1960) nebo básníka Jaroslava Seiferta (1964).
Byl rytířem Vojenského a špitálního řádu sv. Lazara Jeruzalémského.